# سامسونگ گلکسی آ۲۱ اس
سامسونگ گلکسی آ۲۱ اس یک گوشی هوشمند میان رده است که از سیستم عامل اندروید استفاده می‌کند و به عنوان بخشی از سامسونگ الکترونیک طراحی، توسعه، تولید و عرضه شده‌ است این گوشی بخشی از گلکسی سری آ است
مدل های عددی A21s شامل SM-A217F / DS ،SM-A217F / DSN و SM-A217F / DSM است. ارتقاهای کلیدی این گوشی نسبت به مدل قبلی، سامسونگ گلکسی آ۲۱ عبارتند از: سیستم عامل جدیدتر اندروید ۱۰، چیپست اگزینوس ۸۵۰ و دوربین بهبود یافته. این گوشی در ماه می سال ۲۰۲۰ معرفی و عرضه شد.این گوشی در سال2022اندروید12 را دریافت کرد.